# Lassi Didriksson
Lassi Didriksson, död 1675, var en islänning som blev avrättad för trolldom. 
Mellan 1604 och 1720 förekom 120 häxprocesser på Island, med 22 avrättningar mellan 1625 och 1683, de flesta i Västfjordarna.
Han anklagades för att ha förtrollat pastor Palls hustru och söner i Selardalur och gjort dem sjuka. Pastorn var bror till ämbetsmannen Eggert, som också anklagade Didriksson för att ha gjort även en av hans anställda, Egill Helgason, sjuk. Governör Torleifur Kortsson ansåg att det saknades bevis för en fällande dom och hänsköt den till alltinget. På alltinget dömdes Lassi Didriksson till döden. 
Det rådde i samtiden osäkerhet kring om Lassi verkligen var skyldig. Under hans avrättning släcktes elden på bålet av regnet tre gånger, och på vägen hem från avrättningen bröt Eggert benet, vilket togs som ett tecken på Lassis oskuld. 